# Handleyomys rhabdops
Handleyomys rhabdops es una especie de roedor de la familia Cricetidae.

## Distribución geográfica
Se encuentra en Guatemala y México en los bosques montanos en elevaciones desde 1.250 hasta 3.250 m.